# Булейко Віталій Володимирович
Віталій Володимирович Булейко (нар. 28 січня 1972) — радянський та український футболіст, півзахисник.

## Життєпис
Вихованець павлоградського футболу, тренер — Геннадій Васильович Чашин. В останньому сезоні чемпіонату СРСР виступав за «Будівельник» (Старі Дороги) в першості Білоруської РСР. У 1992 році грав зі своєю командою у вищій лізі Білорусі, за календарний рік взяв участь у 26 матчах та відзначився голом — 25 квітня 1992 року в ворота БелАЗа (2:1).
З 1993 року виступав у нижчих лігах України за «Прометей» (Дніпродзержинськ) і павлоградські «Гірник» і «Шахтар» / «Космос». З 1996 року грав у Росії за «Зірку» (Городище) і «Зорю» (Ленінськ-Кузнецький), разом з «Зорею» в 1997 році вилетів з першої ліги.
У 1999-2000 роках виступав у вищій лізі Казахстану за «Восток» (Усть-Каменогорськ). Всього зіграв 50 матчів у вищій лізі та відзначився одним голом — 14 жовтня 2000 року в ворота «Достика». Фіналіст Кубку Казахстану 1998/99.
В останні роки кар'єри грав на аматорському рівні за клуби Росії та України. У 2003 році став чемпіоном і володарем Кубку Челябінської області в складі «Металурга» (Аша).
Після закінчення спортивної кар'єри проживає в Павлограді і працює шахтарем. Бере участь в матчах ветеранів.